# Góra
Góra (germană Guhrau) este un oraș în Polonia.